# Cratere Goclenius
Goclenius è un cratere lunare di 73,04 km situato nella parte sud-orientale della faccia visibile della Luna, sul confine occidentale del Mare Fecunditatis, a sudest del cratere Gutenberg e a nord del cratere Magellano. A nordovest sono presenti le Rimae Goclenius che si estendono verso nordovest per 240 km.
L'orlo di questo cratere è consumato, distorto e irregolare, con un contorno ovoidale. Il fondo del cratere è stato ricoperto dalla lava e una rima lo attraversa verso nordovest, nella stessa direzione della Rimae Goclenius. Una rima simile si trova sul fondo del cratere Gutenberg ed è probabile che queste strutture si siano formate nella stessa epoca, successivamente alla formazione dei crateri. Al nordovest del punto centrale è presente un basso rilievo.
Il cratere è dedicato al fisico tedesco Rudolf Goclenius il giovane.

## Crateri correlati
Alcuni crateri minori situati in prossimità di Goclenius sono convenzionalmente identificati, sulle mappe lunari, attraverso una lettera associata al nome.
Alcuni crateri minori situati in prossimità di Goclenius sono convenzionalmente identificati, sulle mappe lunari, attraverso una lettera associata al nome.
| Goclenius | Coordinate           | Diametro (in km) |
| --------- | -------------------- | ---------------- |
| B         | 9°13′12″S 44°28′12″E | 6,22             |
| U         | 9°19′48″S 50°09′00″E | 22,14            |

Il cratere Goclenius A è stato ridenominato dall'Unione Astronomica Internazionale Ibn Battuta nel 1976.